# 川原凡
川原 凡（かわはら の おおし、生没年不詳）は、奈良時代の人物。姓は史のち蔵人、連。官位は外従五位下・紫微大疏。

## 出自
河原（川原）の氏の名称は、河内国丹比郡丹比村大字河原城（現在の大阪府羽曳野市河原城）の地名に基づくものと思われ、『新撰姓氏録』「河内国諸蕃」によると、「河原連」は「広階連同祖」とあり、同じく「河内国諸蕃」には「河原蔵人」は「上村主同祖」とあり、ともに、「陳思王植之後也」となっている。神亀2年（725年）、河内国丹比郡の人である河原椋人（かわちのくらひと）子虫ら46人に川原史という氏姓を与えた、という記事がある。

## 経歴
天平10年（738年）頃の官人歴名に西史生、膳司大初位上と見える。
その後、光明皇后に仕えたことが史料に散見している。天平17年（745年）4月、従八位下・中宮職少属として同職解に署している。ただし「仮」とも記されている、翌18年（746年）3月、従七位下・皇后宮職少属として同職牒に署している。同年閏9月、その宣により造東大寺司は内裏に請経している。同19年（747年）正月にも少属、従七位下とあり、またその宣により造東大寺司は北大臣家に法華経を請経している。天平勝宝4年（752年）7月、紫微大疏・従六位下として、紫微中台牒に署し、同8歳（756年）4月も紫微大疏・正六位上として、紫微中台牒に署している。以上の史料には、最初の官人歴名を除くと、蔵人という姓を名乗っている。
天平勝宝9歳（757年）聖武上皇の一周忌に、同9歳（757年）5月、食三田次・益田縄手・大蔵家主・土師犬養・土師弟勝・上毛野真人とともに外従五位下に昇叙している。この時は連姓である。

## 官歴
注記のないものは『続日本紀』による
- 天平10年（738年）頃：見西史生・膳司・大初位上（『大日本古文書』による）
- 時期不詳：史から蔵人に改姓
- 天平17年（745年）4月：見従八位下・中宮職少属（『大日本古文書』による）
- 天平18年（746年）3月：見従七位下・皇后宮職少属（『大日本古文書』などによる）
- 天平19年（747年）正月：見従七位下・皇后宮職少属（『大日本古文書』による）
- 天平勝宝4年（752年）7月：見従六位下・紫微大疏（『大日本古文書』による）
- 天平勝宝8歳（756年）4月：正六位上・紫微大疏（『大日本古文書』による）
- 時期不詳：蔵人から連に改姓
- 天平勝宝9歳（757年）5月20日：外従五位下